# No Stars, Just Talent
No Stars, Just Talent is een compilatiealbum van het Amerikaanse punklabel Kung Fu Records. Het album werd uitgebracht op 14 september 1999 en was het eerste compilatiealbum van het label, dat toen zo'n drie jaar bestond. Het bevat nummers van bands die toen bij het label speelden evenals bands die geen contract getekend hadden bij Kung Fu, zoals blink-182. Het werd gevolgd door het tweede compilatiealbum getiteld The "Gone with the Wind" of Punk Rock Samplers het jaar daarop. De compilatiealbums die het label daarna uit zou geven waren getiteld Punk Rock is Your Friend, Punk Rock is Your Friend: Sampler 4, enzovoort.

## Nummers
1. "Intro"
2. "Your Boyfriend Sucks" - The Ataris
3. "Blue Skies, Broken Hearts... Next 12 Exits" - The Ataris
4. "Bite My Tongue" - The Ataris
5. "Smokescreen" - Longfellow
6. "Something to Do in Union New Jersey" - Longfellow
7. "Ten Seconds" - Longfellow
8. "Still" - Bigwig
9. "Friends" - Bigwig
10. "Don't" - blink-182
11. "Carousel" - blink-182
12. "Submissive Wetter" - Apocalypse Hoboken
13. "Box of Pills" - Apocalypse Hoboken
14. "You'll Never Know" - Assorted Jelly Beans
15. "Contordations" - Assorted Jelly Beans
16. "WWW..deadnabore.a.j.b..com"- Assorted Jelly Beans
17. "Clowns Are Experts (At Making Us Laugh)" - The Vandals
18. "My First Xmas (As a Woman)" - The Vandals
19. "Tudor's Revenge" - The Vandals
20. "Myself" - Flat Bowl